# Herman Ponsteen
Herman Ponsteen (Hellendoorn, 27 de març de 1953) va ser un ciclista neerlandès. Es va especialitzar en el ciclisme en pista on va obtenir una medalla als Jocs Olímpics de 1976 i cinc medalles més als Campionats del Món.

## Palmarès en pista
- 1973
  -  Campió dels Països Baixos en Quilòmetre
  -  Campió dels Països Baixos en Tàndem (amb Rinus Langkruis)
- 1974
  -  Campió dels Països Baixos en Quilòmetre
  -  Campió dels Països Baixos en Persecució amateur
- 1975
  -  Campió dels Països Baixos en Quilòmetre
  -  Campió dels Països Baixos en Persecució amateur
- 1976
  -  Medalla de plata als Jocs Olímpics de Mont-real en persecució individual
  -  Campió dels Països Baixos en Quilòmetre
  -  Campió dels Països Baixos en Persecució amateur
- 1977
  -  Campió dels Països Baixos en Persecució amateur
  -  Campió dels Països Baixos en Puntuació amateur
- 1980
  -  Campió dels Països Baixos en Puntuació
  -  Campió dels Països Baixos en Scratch
- 1982
  -  Campió dels Països Baixos en Persecució

## Palmarès en ruta
- 1973
  - 1r a la Ronde van Gendringen
- 1977
  - Vencedor d'una etapa a l'Olympia's Tour